# Marc Angenot
Pour les articles homonymes, voir Angenot.
Marc Angenot (né le 21 décembre 1941 à Uccle) est un professeur belgo-canadien de langue et littérature françaises, et professeur émérite de l'Université McGill (Montréal).

## Biographie
Fils unique de Marcel Angenot (1879-1962) et de Zoé Marthe De Clercq, il est né à Uccle, le 21 décembre 1941. Son père était un intellectuel, écrivain et conservateur du musée Camille Lemonnier; il avait 60 ans quand il s'est marié, alors que Zoé avait tout juste trente ans. Celle-ci était modiste.
Après ses humanités gréco-latines (1958), Marc Angenot s'inscrit à l'université libre de Bruxelles, où il obtient une licence en philosophie et lettres avec un mémoire intitulé Expansion et condensation dans Stèles de Victor Segalen (1963). Après une année d'enseignement dans une école secondaire de Bruxelles (1963-1964), il obtient une bourse du Fonds national de la recherche scientifique comme chercheur à l'université libre de Bruxelles (1964-1967). Il poursuit son doctorat à la même université. Sa thèse, intitulée Rhétorique du surréalisme (dirigée par Albert Henry) s'inscrit dans le courant de la redécouverte de la rhétorique avec les travaux de Chaïm Perelman et ceux, ultérieurs, du « Groupe Mu » (université de Liège). Conformément aux exigences de l'époque, la thèse est accompagnée de deux mémoires annexes : « La promotion du Créole haïtien comme langue de culture » et « La Complainte de Fantomas de Robert Desnos, parodie de la Complainte de Fualdès ». Il découvre aussi à cette époque les travaux de Lucien Goldmann, alors affilié à l'Institut de sociologie et à la Revue de sociologie.
Outre le français, il maîtrise l'anglais, le néerlandais, l'espagnol, le latin et le grec ancien.
En 1967, Angenot est engagé à l'université McGill au sein du nouveau programme de doctorat en littérature. Il y fera toute sa carrière et deviendra professeur émérite en 2013, tout en demeurant titulaire de la chaire James McGill d'étude du discours social.
Marc Angenot a donné des cours sur la science fiction, la narratologie, la rhétorique, l'intertextualité, le discours social, l'analyse du discours, la propagande socialiste, l'argumentation, la sociologie de la littérature, les grands récits, la sociocritique et « le mal social ». Il a dirigé plus de deux douzaines de thèses et donné des centaines de conférences dans le monde.
Depuis 1985, il est membre de la Société royale du Canada. Il a été président de l'Association canadienne de sémiotique (1992-1994). Il a été élu pour 2011-2012 à la chaire Chaïm Perelman de théorie de l'argumentation et d'histoire des idées à l'université libre de Bruxelles. Il est membre émérite du Centre de recherche Cultures Arts Sociétés (CELAT)
Marc Angenot a été l'objet d'une poursuite en 2001 pour avoir affirmé, sur les ondes de Radio-Canada, que l'homme politique Yves Michaud avait tenu des propos « antisémites » et « abjects ». Ce dernier a été débouté en Cour d'appel en 2003.
Il est marié à Nadia Khouri ; il a trois enfants : Maya, Valérie et Olivier.

## Recherches en paralittérature
Dès 1968, Angenot crée un centre interuniversitaire de recherches en paralittérature. Les travaux qu'il effectue dans ce cadre donneront naissance à son premier ouvrage, Le roman populaire: recherches en paralittérature (1975) et l'amèneront à délaisser l'étude du littéraire au sens étroit du terme — qu'il dénoncera avec humour dans un petit article — pour s'attacher plutôt au discours social. Il propose d'insérer l'étude de la littérature dans le discours social de son époque : 

« La littérature : en immergeant la littérature dans la totalité des discours sociaux, on cherche à en décentrer l'examen pour en mieux comprendre la fonction, ou mieux les fonctions variables, elles-mêmes fonction de l'économie des autres champs discursifs et non pas entité pourvue d'un statut transhistorique stable. »

Il fonde en 1981 le Cercle québécois d'étude des formations discursives et rejoint la même année le Cercle Bakhtine mis en place par André Belleau, avec qui il se lie d'amitié.

## Discours social et sociocritique
Appartenant à la même génération que Claude Duchet, Pierre V. Zima, Jacques Leenhardt, André Belleau, Jacques Dubois et Régine Robin et en dialogue avec eux, Angenot a contribué à l'approche sociologique des textes inspirée notamment des travaux du sociologue Pierre Bourdieu, de l'École de Francfort et de ceux, nouvellement traduits en français durant les années 1970, du théoricien russe de la littérature Mikhaïl Bakhtine.
L'originalité des travaux d'Angenot réside dans sa prise de position en faveur du concept de discours au détriment de celui, par trop structuraliste, de texte. En effet, la notion de « texte », à la suite des travaux de Gérard Genette ou de Tzvetan Todorov, a été considérablement déshistorisée et identifiée à une structure formelle où opèrent des stratégies narratives et génériques sans que ne soit prise en compte la socialité fondamentale de toute production textuelle. En conséquence, Marc Angenot privilégie le discours, c'est-à-dire l'usage effectif de la parole, dans sa dimension sociologique et dialogique impliquant des « entre-parleurs » (La parole pamphlétaire, 1982).
C'est dans ce contexte d'épuisement du texte, du structuralisme et du « tournant linguistique » (Saussure) des études littéraires qu'Angenot propose le concept de « discours social » (1889 : un état du discours social, 1989), un vaste projet de recherches pluridisciplinaires et interdiscursives qui tente de reconstituer le contexte discursif global dans lequel émergent les discours sociaux (de la littérature « distinguée » aux conversations « concierges », sans hiérarchie ni primat esthétique).

### 1889: un état du discours social
Cette somme de plus de 1 167 pages brosse en 50 chapitres un survol des discours dominants en l'année 1889, offrant une « information d'une extraordinaire densité sur cette période », avec une volonté d'embrasser tout ce qui s'est écrit en français non seulement en France, mais aussi en Belgique, en Suisse et dans les colonies. Pour ce faire, il articule son analyse autour de deux concepts fondamentaux : théorie du discours social et hégémonie.
Pour Angenot, le discours social est « tout ce qui se dit, tout ce qui s'écrit dans un état de société donné (tout ce qui s'imprime, tout ce qui se parle aujourd'hui dans les médias électroniques). Tout ce qui se narre et s'argumente; le narrable et l'argumentable dans une société donnée. »

Cette totalité en apparence cacophonique et désordonnée révèle pourtant des régularités génériques et thématiques; elle comporte également des répertoires topiques, des « gnoséologies » et des « phraséologies » communes et co-intelligibles. Angenot insiste sur le fait que le discours social constitue un état antérieur à la production individuelle que ce dernier contribue à générer : 

« ce ne sont pas les écrivains, les publicistes qui «font des discours», ce sont les discours qui les font, jusque dans leur identité, laquelle résulte de leur rôle sur la scène discursive. »

Cette approche globalisante des discours sociaux s'inscrit dans le sillage des théories de l'interaction verbale, du dialogisme et de la sémiologie « idéologique » élaborés par Bakhtine/Volochinov. De même, Angenot reprend au penseur marxiste non orthodoxe Antonio Gramsci le concept d'« hégémonie » pour en faire, en quelque sorte, le moteur du discours social, c'est-à-dire un noyau régulateur qui organise la « vaste rumeur » des discours sociaux.
Il prendra toutefois de la distance par rapport à Bakhtine en reconnaissant avec Pierre Bourdieu que les échanges linguistiques relèvent aussi d'une économie de marché, où les énoncés ne sont pas seulement des unités à déchiffrer mais aussi les indices d'un capital social et d'un pouvoir. Dans la théorie du discours social, l'hégémonie a un rôle topologique : c'est en fonction de ce moteur sociodiscursif que peuvent s'apprécier les phénomènes de "dominance" ou de marginalisation, en même temps que l'obsolescence de certains discours ou leur persistance à long terme. On rappellera à cet égard que le programme de recherche d'Angenot consiste - en première analyse - en une coupe synchronique (l'année 1889). Or cette option n'empêche aucunement des considérations d'ordre diachronique ou une approche de la « mémoire discursive » dont les textes portent la trace.

### Positionnement méthodologique
Comprise comme une entreprise de décloisonnement disciplinaire, la théorie du discours social peut être considérée comme un paradigme fécond pour l'analyse du discours et les cultural studies ; il s'agit aussi d'une perspective nouvelle pour les approches sociologiques de la littérature, et même, à certains égards, pour la pragmatique linguistique. Comme le discours social doit beaucoup aux recherches antérieures d'Angenot sur la rhétorique et l'argumentation, il s'agit également d'un programme de recherches compatible avec l'analyse des discours associés aux domaines de l'éloquence et de la parole persuasive. En effet, la théorie du discours social propose une approche du « vraisemblable » rhétorique à une échelle beaucoup plus vaste que ne le faisaient les approches traditionnelles de la rhétorique. Aussi faut-il noter que l'approche d'Angenot prolonge la théorie aristotélicienne des topoï et de l'opinable en leur donnant un cadre circonstancié et une efficace à l'intérieur d'un état de société.
Loin des cadres restreints de l'ethnométhodologie, par exemple, ou de la micro-sociologie interactionniste, Angenot reste fidèle à la tradition hégéliano-marxiste en ce sens qu'il privilégie l'analyse de la totalité (notion qu'il reprend dans le sillage des travaux de Georg Lukacs et de Karl Mannheim). C'est pourquoi il propose de rapprocher l'analyse sociodiscursive d'une «pragmatique socio-historique », perspective qui peut être rapprochée de la définition extensive (et fondatrice) de la pragmatique formulée par C. W. Morris (1938), laquelle ne se limitait pas à une linguistique de l'usage et de la parole en acte, mais bien à une vaste analyse psycho-sociologique et culturelle des signes.

## Sémiotique critique et rhétorique du pamphlet
Dans Critique de la raison sémiotique (1985) Angenot a émis de nombreuses réserves par rapport à la sémiotique d'obédience saussurienne et à la méthodologie qui prévaut généralement en linguistique (« scotomisation » de la socialité dans l'analyse, etc). À une sémiotique trop souvent fondée sur le modèle linguistique, Angenot propose une sémiotique critique attentive aux configurations idéologiques (dans le sillage de celle proposée par Bakhtine dans Marxisme et théorie du langage) et à la praxis sociale (Bourdieu). La tâche du sémioticien tel que le conçoit Angenot est d'établir une «gnoséologie des pratiques» où les faits sémiotiques sont envisagés comme étant les produits d'une « sémiosis sociale » où interfèrent nécessairement des phénomènes d'idéologie, d'hégémonie et de stratification sociale.

### La Parole pamphlétaire
En plus de contribuer au champ des études sociocritiques, Angenot est également considéré comme l'un des pionniers de la rhétorique du pamphlet et, plus largement, du discours polémique et des débats dans la vie sociale. Dès 1978, s'attachant à l'étude rhétorique du pamphlet, il oppose les discours narratif aux « discours enthymématiques ». Ceux-ci sont composés d'enthymèmes, soit, selon sa définition : « toute proposition qui, portant sur un sujet quelconque, pose un jugement, c'est-à-dire intègre ce sujet dans un ensemble idéologique qui l'identifie et le détermine. » Il propose ensuite une typologie du pamphlet moderne en distinguant deux grand types d'organisation des discours enthymématiques: sapientiel et doxologique. Cette dernière catégorie comprend deux classes, persuasif et polémique.
Cette typologie lui servira de point de départ pour La parole pamphlétaire (1982), ouvrage couronné par l'Académie française et considéré comme un ouvrage de référence en rhétorique de l'argumentation. Cette somme théorique constitue une vaste entreprise de typologie discursive qui met en lumière les différentes stratégies argumentatives et figurales mises en œuvre durant un siècle de production pamphlétaire (de Rochefort à Guy Debord). Avec cet ouvrage et ses travaux ultérieurs, Angenot a dissocié l'analyse argumentative de ses corpus canoniques (littérature, conversation, publicité) pour l'appliquer notamment au discours sur la «supériorité des femmes» (Les champions des femmes, 1977), aux discours socialiste et anarchiste au tournant du XXe siècle (La propagande socialiste, 1996 ; Rhétorique de l'anti-socialisme, 2005) et, enfin, aux discours des utopistes, antisémites, progressistes et marxistes des deux siècles derniers (L'Utopie collectiviste, Un juif trahira, Le Marxisme dans les Grands récits).
En 2008, Angenot reviendra à la rhétorique en publiant Dialogues de sourds. Traité de rhétorique antilogique, par lequel il tente de renouveler l'étude de l'argumentation et de la persuasion dans la vie publique, dans les sciences humaines et en philosophie. L'ouvrage repose sur l'idée de malentendus dans l'échange argumenté et celle de coupures cognitives.

## Histoire discursive: les «grands récits» militants
Conjointement à ses recherches en analyse socio-discursive, Angenot a également développé un champ de recherches connexe - l'« histoire discursive » - où il se propose d'examiner ce qu'il nomme, à la suite de Jean-François Lyotard, les « Grands récits ». Loin du postmodernisme et du « crépuscularisme » auquel cette notion reste souvent attachée, Angenot parle de « Grands récits » dans le contexte de la modernité. En fait, il préfère l'expression de « Grands récits militants » (lesquels succèdent historiquement à la Révolution et, donc, à la démocratisation et la libéralisation de l'Europe au XIXe siècle).
Dès lors, il s'agit pour Angenot d'interroger les discours (idéologies) qui émergent de cette nouvelle conjoncture ponctuée de révolutions et de luttes sociales. Les « Grands récits » s'articulent autour de penseurs emblématiques et idéologues tels Auguste Comte, Saint-Simon, Charles Fourier, Étienne Cabet, Pierre Leroux, Proudhon, le Belge Colins, Jules Guesde, Sorel, etc. Angenot constate que ces formations discursives se caractérisent par des schémas argumentatifs complexes et des « coupures cognitives » qui, le plus souvent, interdisent toute forme de dialogue et conduisent à des « dialogues de sourds » (tel est le cas entre socialistes et anarchistes au tournant du siècle).

### Ressentiment et idée de progrès
Aujourd'hui, si l'on constate l'épuisement des « grands récits », on observe aussi l'émergence de « micro-récits » identitaires, nationalistes ou communautaires. Ces discours sont véhiculés par des groupuscules qui tendent souvent à se replier sur eux-mêmes et à se « réifier » en idéologie ou, plus précisément, en « idéologie du ressentiment », pour reprendre l'expression d'Angenot.
Ces « Grands Récits » restaient tributaires de l'idée de progrès et d'un « principe espérance (das Prinzip Hoffnung) » (Ernst Bloch), mais cette confiance en l'avenir s'est dissipée et a été battue en brèche par les tenants du postmodernisme, dont il dénonce la facilité et le pyrrhonisme, voire la « perversité » de certains de ses maîtres. Alors que se « décompose l'idée de progrès » (D'où venons nous ? Où allons nous ?, 2001) et que s'émiette la logique progressiste, l'inflation des revendications identitaires, culturelles, locales, micro-contextuelles, etc., selon Angenot, doit nous amener à reposer la fameuse question : « Que faire ? ».
Dans un monde où les « micro-récits » et les réponses toutes-faites ne se comptent plus, c'est à cette question, semble-t-il, que renvoient les derniers travaux d'Angenot. Et le défi n'est pas d'y répondre ; l'expérience des « Grands récits » a trop souvent montré l'inadéquation des réponses et les dérives pratiques qu'elles ont suscitées ; il s'agit seulement de retrouver les conditions qui permettent, au moins, de la poser tout en maintenant « un regard sobre ». On verra sur ces points sa synthèse, Le marxisme dans les Grands récits (2005).

## Histoire des idées
À travers ses travaux, Angenot s'est posé des questions telles que « Comment une société produit-elle des valeurs? Et pour quelle sorte d'intérêts? ». Dans une entrevue  en 2004, il estime que la modernité consiste en une nouvelle façon de tenir à distance les maux qui la guettent et cherche une façon d'échapper au mouvement de balancier qui remplace un mal par un autre. Il est également intéressé par la surprenante production symbolique des deux derniers siècles, dont la créativité s'est manifestée en littérature, mais aussi en musique, en bandes dessinées voire dans la propagande.
D'une curiosité inlassable, Angenot a publié 25 ouvrages et quelque 135 articles couvrant un large champ de recherche. Il a exploré des questions fort éloignées de la littérature — tels la paléontologie, le discours abolitionniste, la psychopathologie de l'hystérie au XIXe siècle, le paradigme productiviste ou la pensée conspiratoire — afin d'identifier le récit-maître qui en ordonne le développement. Passionné par l'histoire des idées, il n'évacue cependant pas la littérature, mais voit la raison d'être de celle-ci dans son impact, nécessairement ancré dans un moment historique, sur les sociétés où elle se développe : « L'être de la littérature, alors, est dans son travail opéré sur le discours social. »
En 2011, il publie un essai de synthèse sur l'histoire des idées: Histoire des idées: Problématiques, objets, concepts, méthodes, enjeux, débats. Cet ouvrage de 400 pages d'abord édité aux Presses de l'Université McGill sera repris par les Presses de l'Université de Liège (2014 et 2017). Au moment de sa publication, c'est le seul livre en français proposant un panorama synthétique de cette discipline.
Angenot a également publié deux essais sur les discussions historiennes et philosophiques autour du processus de sécularisation : Gnose, millénarisme et idéologies modernes (2008) et En quoi sommes-nous encore pieux? Sur l'état présent des croyances en Occident (2009), essai dans lequel il dresse un sombre bilan de l'état actuel des sociétés occidentales.

## Réception
Marc Angenot a obtenu de nombreuses distinctions au Canada et en France, comme on peut le voir par la liste ci-dessous. Ses travaux ont fait l'objet de traductions en anglais, espagnol, portugais, italien, grec moderne et chinois.
Toutefois, comme le fait remarquer Robert Barsky (en), professeur à la Vanderbilt University (Nashville), dans un numéro de The Yale Journal of Criticism entièrement consacré à l'œuvre de Marc Angenot, celle-ci n'a pas suscité aux États-Unis l'intérêt et les débats qu'elle mériterait.

## Publications
- « La « Complainte de Fantômas » et la « Complainte de Fualdès » », Études françaises, vol. 4-4,‎ 1968, p. 424-431 (lire en ligne)
- « Qu’est-ce que la paralittérature ? », Études littéraires, vol. 7, no 1,‎ avril 1974, p. 9–22 (lire en ligne)
- Le roman populaire : recherches en paralittérature, Montréal, Presses de l'Université du Québec, coll. « Genres et discours » (no 1), 1975, X-145 p. (ISBN 0-7770-0119-5).
- Les Champions des Femmes. Examen du discours sur la supériorité des femmes, 1400-1800. Montréal, Presses de l'Université du Québec, 1977.
- Glossaire pratique de la critique contemporaine. Montréal, H.M.H. / Hurtubise, 1979.
- « La parole pamphlétaire », Études littéraires, vol. 11, no 2,‎ août 1978, p. 255–264 (lire en ligne)
- La Parole pamphlétaire. Contribution à la typologie des discours modernes, Paris, Payot, 1982, 425 p.. (Prix Biguet 1983 de l'Académie française).
- « Le discours social : problématique d’ensemble », Cahiers de recherche sociologique, vol. 2, no 1,‎ 1984, p. 19-44 Traduit en espagnol et en portugais.
- « Bakhtine, sa critique de Saussure et la recherche contemporaine », Études françaises, vol. 20, no 1,‎ printemps 1984, p. 7–19 (lire en ligne)
- Critique de la raison sémiotique. Fragment avec pin up. Montréal: Presses de l'Université de Montréal, 1985, 134 p. Traduit en anglais : Critique of Semiotic Reason. With an Introduction by Marie-Christine Leps. New York, Toronto, Legas, 1994.
- « Pour en finir avec les études littéraires », Liberté, vol. 27-2,‎ avril 1985, p. 27–33
- Ce que l'on dit des Juifs en 1889. Préface de Madeleine Rebérioux. Paris, Presses de l'Université de Vincennes, 1989, 192 p. (Collection « Culture et Société »).
- Le Cru et le faisandé: sexe, discours social et littérature à la Belle Époque. Bruxelles: Labor, 1986. (Collection « Archives du futur »).
- 1889 : un état du discours social, Montréal / Longueuil, Le Préambule, 1989, 1167 p. (lire en ligne)
- Le Centenaire de la Révolution. Paris: La Documentation française, 1989. (Collection «Les Médias et l'Événement»)
- « Frontières des études littéraires : science de la littérature, science des discours », Horizons philosophiques, vol. 1, no 1,‎ automne 1990, p. 23–34 (lire en ligne)
- Topographie du socialisme français, 1889-1890. Montréal, Discours social, 1990. 210 p. Nouvelle édition corrigée : 2006.
- L'Œuvre poétique du Savon du Congo. Paris: Éditions des Cendres, 1992.
- « Que peut la littérature? Sociocritique littéraire et critique du discours social », dans La Politique du texte, enjeux sociocritiques pour Claude Duchet, Lille, Presses Universitaires de Lille, 1992 (lire en ligne), p. 10-27
- L'Utopie collectiviste. Le Grand récit socialiste sous la Deuxième Internationale. Paris: Presses universitaires de France, 1993.
- La Propagande socialiste: six essais d'analyse du discours. Montréal: Éditions Balzac, 1996.
- « Un Juif trahira » : l'espionnage militaire dans la propagande antisémitique, 1884-1894. Montréal: CIADEST, 1994. Réédition en 2002.
- Les idéologies du ressentiment. Essai. Montréal: XYZ Éditeur, 1996. (Prix «Spirale» de l’Essai 1996).
- La Critique au service de la révolution. Louvain, Peeters et Paris, Vrin, 2000.
- Interdiscursividades. De hegemonìas y disidencias. Traducido por Maria Teresa Dalmasso. Córdoba : Editorial Universidad nacional de Còrdoba, 1998. Réédition: 2010.
- Colins et le socialisme rationnel, Montréal: Presses de l’Université de Montréal, 1999.
- Les Grands Récits militants des XIXe et XXe siècles : religions de l’humanité et sciences de l’histoire, Paris: L’Harmattan, 2000.
- D’où venons-nous, où allons-nous ? La décomposition de l’idée de progrès, Montréal, Éditions du Trait d’union, 2001 (lire en ligne)
- La démocratie c'est le mal, Québec, Presses de l'Université Laval, 2003.
- Antimilitarisme : idéologie et utopie, Québec, Presses de l'Université Laval, 2003.
- Rhétorique de l'anti-socialisme, Québec, Presses de l'Université Laval, 2004.
- Le Marxisme dans les Grands récits, Paris & Québec, L'Harmattan-PUL, 2005.
- Avec Mai-Linh Eddi et Paule-Monique Vernes, La tolérance est-elle une vertu politique?, Québec, Presses de l'Université Laval, 2006.
- Vivre dans l’histoire au XXe siècle. Mémoires, déchiffrements, mandats, craintes et espérances. Esquisse d’une histoire subjective. Montréal, Discours social, 2008.
- Dialogues de sourds : Traité de rhétorique antilogique, Paris, Mille et une nuits, 2008,  (ISBN 9782842059927).
- O discurso social e as retóricas da incompreensão : consensos e conflitos na arte de (não) persuadir. São Carlos : Editora da Universidade Federal de São Carlos, 2015
- El discurso social: los límites históricos de lo pensable y lo decible, Buenos Aires, Siglo Veintiuno, 2010. Traducido por Hilda H. García ; selección y presentación a cargo de María Teresa Dalmasso y Norma Fatala.
- « Gnose, millénarisme et idéologies modernes », dans Jean-François Vallée (dir.), Transmédiations : Traversées culturelles de la modernité tardive. Mélanges offerts à Walter Moser, Presses de l’Université de Montréal, 2008 (lire en ligne), p. 233-257
- Dialogue entre Laurence Guellec et Marc Angenot. Rhétorique, théorie du discours social, XIXe siècle, histoire des idées. Montréal, Discours social, 2008.
- En quoi sommes-nous encore pieux? Sur l’état présent des croyances en Occident, Québec, Presses de l’Université Laval, 2009, 136 p. (lire en ligne)
- L'Immunité de la France envers le fascisme : un demi-siècle de polémiques historiennes, Montréal, Discours social, 2009.
- « La pensée conspiratoire. Une histoire dialectique et rhétorique ? », Discours social, Montréal
- Les dehors de la littérature : du roman populaire à la science-fiction, Paris, Honoré-Champion, 2013
- Rhétorique de la confiance et de l'autorité. Montréal, Discours social, 2013
- L’histoire des idées. Problématiques, objets, concepts, méthodes, enjeux, débats, 392 p., Liège : Presses universitaires de Liège, 2014
- Fascisme, totalitarisme, religion séculière: trois concepts pour le 20e siècle. Montréal, Discours social, 2014-2015. 4 volumes.
- Robespierre et l'art du portrait.  Montréal: Discours social, 2018.

## Distinctions
- 1983 - Prix Biguet de l'Académie française
- 1985 - Membre de la Société royale du Canada
- 1987 - Bourse Killam
- 1996 - Prix André-Laurendeau décerné par l'Association francophone pour le savoir[28]
- 1996 - Prix Spirale Eva-Le-Grand[29]
- 2001 - Chaire de recherche James McGill, Université McGill
- 2005 - Prix Léon-Gérin - Prix du Québec[30]
- 2012 - Chaire Chaim Perelman de rhétorique et histoire des idées, Université libre de Bruxelles, 2012.

## Sources
- (en) Robert F. Barsky, « Introduction: Marc Angenot and the Scandal of History », The Yale Journal of Criticism, vol. 17-2,‎ 2004, p. 163-180
- (en) Robert F. Barsky, « «You Cannot Transform the History of Ideas Into a Comic Strip» :An Interview with Marc Angenot », The Yale Journal of Criticism, vol. 17-2,‎ 2004, p. 163-180
- Yan Hamel, « Pour Protagoras : Angenot et le sens du social. Dialogues de sourds. Traité de rhétorique antilogique de Marc Angenot. Mille et une nuits, 450 p. », Spirale, no 223,‎ novembre-décembre 2008, p. 38-39.
- Michel Pierssens, « A State of Social Discourse », The Yale Journal of Criticism, vol. 17-2,‎ 2004, p. 255-261
- Pierre Popovic, « L’École de Montréal », Spirale, no 223,‎ novembre-décembre 2008, p. 16-19.
- Pierre Popovic, « La sociocritique : présupposés, visées, cadre heuristique — L’École de Montréal », Revue des sciences humaines, no 229,‎ juillet-septembre 2010, p. 13-29.
- Popovic, Pierre, « La sociocritique. Définition, histoire, concepts, voies d’avenir », Pratiques, nos 151-152, décembre 2011, p. 7-38.
- Gilles Declercq, Michel Murat et Jacqueline Dangel (dir.), La parole polémique, Paris, Champion, 2003
- Christian Vandendorpe, « En quoi sommes-nous encore pieux? Un livre de Marc Angenot », Laval théologique et philosophique, vol. 65, 3,‎ octobre 2009, p. 545-565 (lire en ligne)